# Кадин ди Сото (Белуно)
Кадин ди Сото (итал. Cadin di Sotto) је насеље у Италији у округу Белуно, региону Венето.
Према процени из 2011. у насељу је живело 106 становника. Насеље се налази на надморској висини од 1280 м.